# Wankdorfstadion
El Wankdorf-Stadion fue un estadio de fútbol de la ciudad de Berna en Suiza. Este estadio fue la sede del equipo de la ciudad de Berna Young Boys y sede de la Copa Mundial de Fútbol de 1954. Fue demolido el 2001, siendo reemplazado por el Stade de Suisse en la misma ciudad.

## Historia

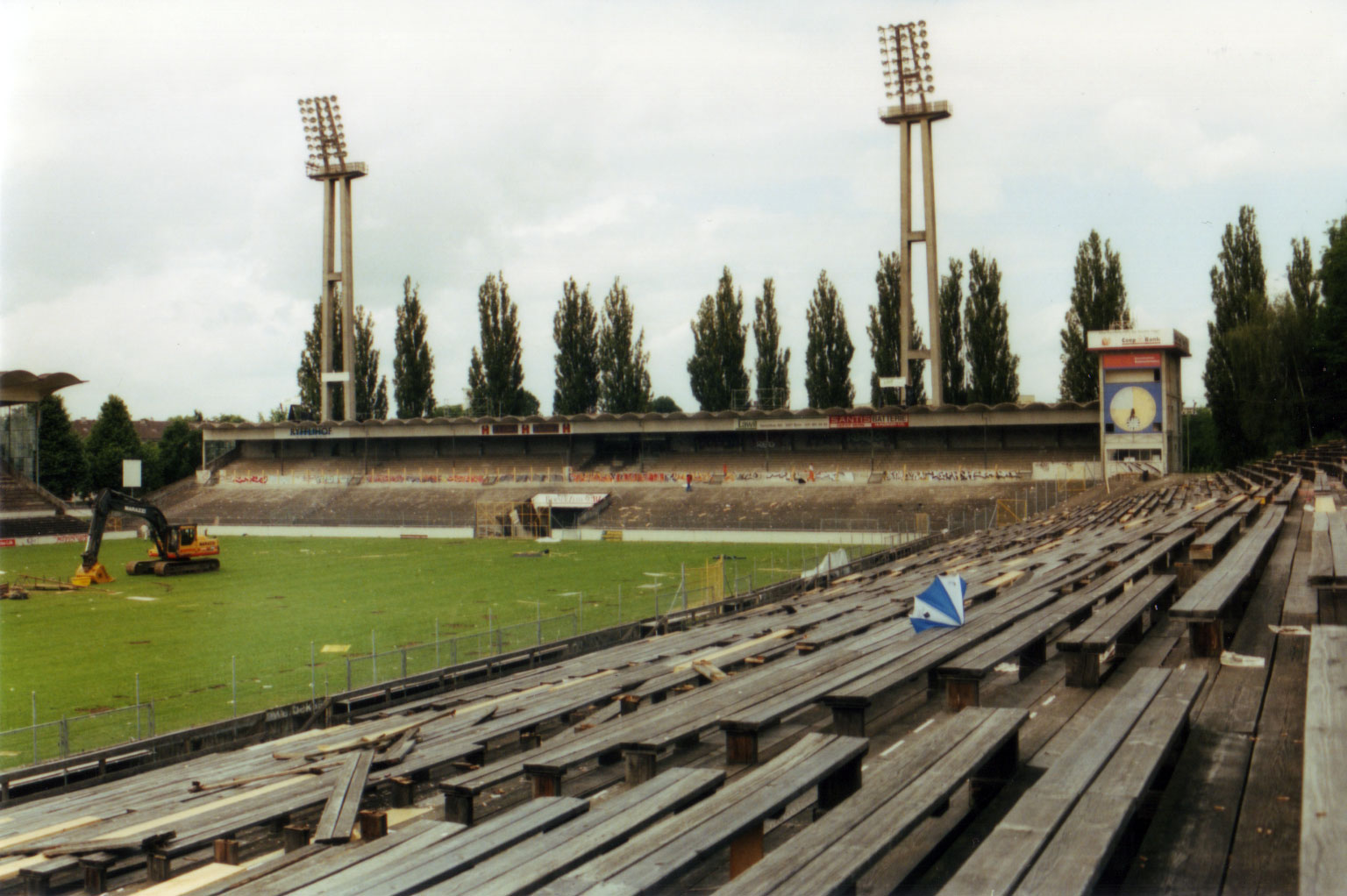
Imágenes de la demolición del viejo Wankdorf-Stadion

El Wankdorf-Stadion fue inaugurado en 1925, este tenía una capacidad para 22 000 espectadores. El 8 de noviembre de ese mismo año, es jugado el primer partido internacional en Berna, en donde la selección suiza se enfrentó a la selección austriaca, el encuentro terminó 2-0 a favor de los suizos, en 1930 se disputa la primera final de la Copa de Suiza : Young-Boys (Berna) vs. Aarau 1:0
En 1939 se aumenta la capacidad del estadio a 42 000 asientos. El estadio es dotado con las dos torres de ángulo que se convirtieron en un símbolo durante la existencia del antiguo estadio. 
En 1954 se le realizan transformaciones para la Copa Mundial de Fútbol de 1954, permitiéndole aumentar su aforo a 64 000 espectadores. La final de la Copa del mundo entre Alemania y Hungría que finalizó 3:2, le dio un reconocimiento mundial. En 1989, específicamente el 10 de mayo se disputa la final de la Recopa, en la que FC Barcelona venció al Sampdoria de Génova 2:0.
Durante 1997 se realiza un plebiscito en la ciudad de Berna, en que el 72% del electorado aprueba el cambio de la zona del barrio de Wankdorf, prometiendo así la construcción de un nuevo estadio. En 1999 los arquitectos Rodolphe Luscher, Jean-Pierre Schwaar y Félix Rebmann ganan el concurso para el diseño del nuevo estadio y el amoblamiento del complejo del Nuevo Wankdorf: el Stade de Suisse. En el 2001 se procede a la demolición del antiguo estadio.

## Copa del Mundo 1954
Durante la V edición de la Copa Mundial de Fútbol ocurrieron dos partidos históricos: la Batalla de Berna entre Hungría y Brasil, y en la final el Milagro de Berna en el cual Alemania Federal superó a Hungría contra todos los pronósticos.
| Fecha       | Fase             | Equipo           |                       | Resultado |                           | Equipo         | Espectadores   |
| ----------- | ---------------- | ---------------- | --------------------- | --------- | ------------------------- | -------------- | -------------- |
| 16 de junio | Primera fase     | Uruguay          | Bandera de Uruguay    | 2 - 0     | Bandera de Checoslovaquia | Checoslovaquia | 20 500 Reporte |
| 17 de junio | Primera fase     | Alemania Federal | Bandera de Alemania   | 4 - 1     | Bandera de Turquía        | Turquía        | 39 000 Reporte |
| 20 de junio | Primera fase     | Inglaterra       | Bandera de Inglaterra | 2 - 0     | Bandera de Suiza          | Suiza          | 50 000 Reporte |
| 27 de junio | Cuartos de final | Hungría          | Bandera de Hungría    | 4 - 2     | Bandera de Brasil         | Brasil         | 60 000 Reporte |
| 4 de julio  | Final            | Alemania Federal | Bandera de Alemania   | 3 - 2     | Bandera de Hungría        | Hungría        | 60 000 Reporte |

## Finales de la Copa de Europa de la UEFA
El 31 de mayo de 1961, el Wankdorf-Stadion fue por la primera vez escenario de una final de la Copa de Europa, en la cual el SL Benfica de Lisboa venció al FC Barcelona por tres goles a dos.
Fue en esta final en la que se consolidó la leyenda negra del Wankdorf-Stadiom de Berna. Al término de la misma, el húngaro Kocsis, que ya había perdido el mundial del 54 ante Alemania, en una polémica final a la que los Magiares Mágicos llegaban después de más de tres años sin perder y con una de las mejores delanteras de la historia del fútbol, diría que aquel estadio "estaba maldito para los húngaros". 

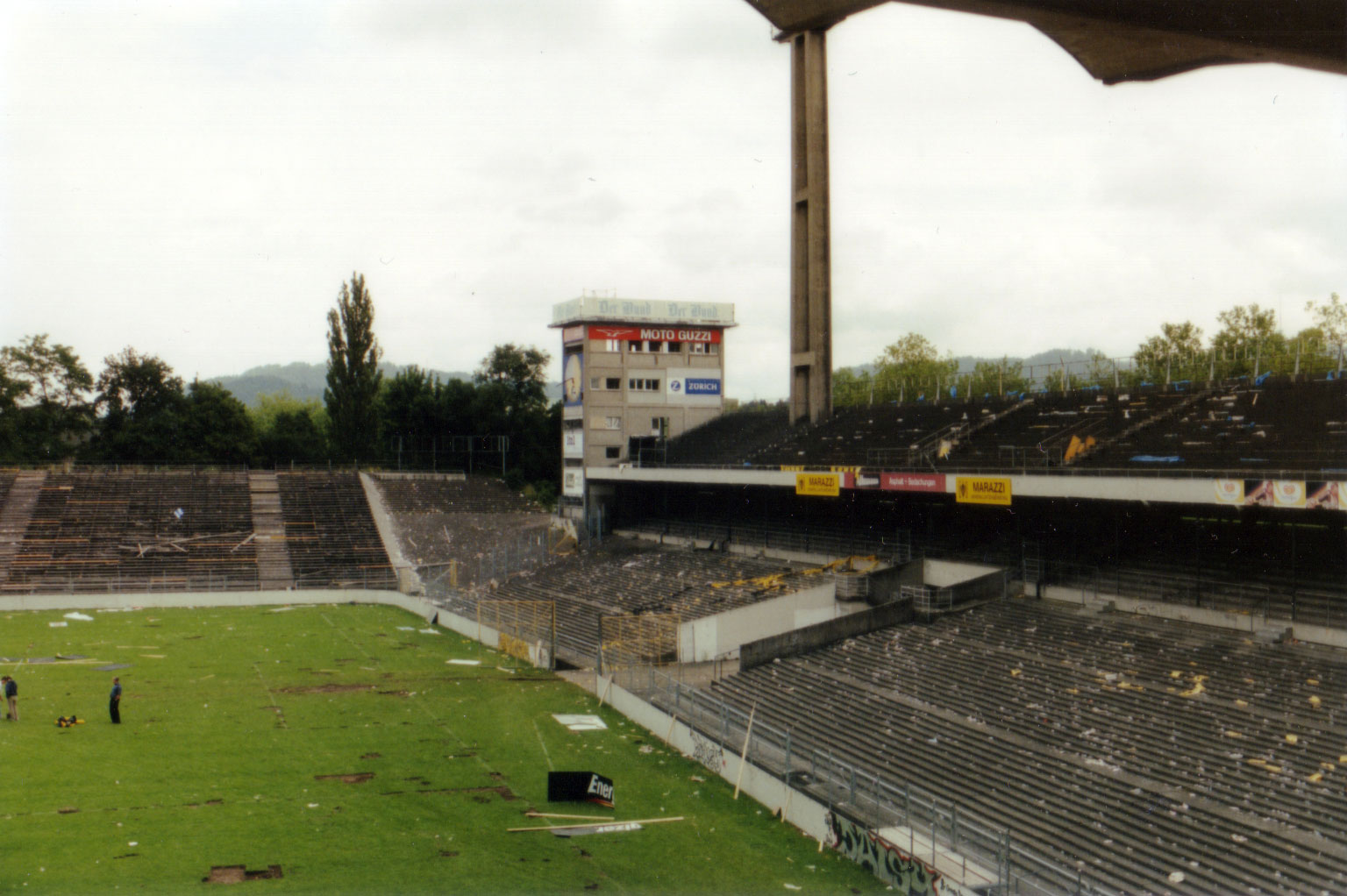
Imagen del antiguo Wankdorf antes de la demolición.

En efecto, la final de Copa de Europa de 1961 pasaría a la historia por la mala fortuna que se cebó en el conjunto blaugrana. El Barcelona había sido el primer equipo en derrotar al Madrid de Puskas y Di Stéfano en la competición, venía de ganarle las ligas del 59 y el 60, y era el favorito con un combinado plagado de estrellas en el que figuraban, además de los húngaros Kocsis (máximo goleador del 54 con el registro récord de 11 goles en 9 partidos) y Czibor, el meta Ramallets, el veterano Kubala y el futuro Balón de Oro Luis Suárez. 
Aunque la final parecía encarrilada para los azulgrana cuando Kocsis abrió el marcador, un lamentable fallo defensivo pondría en bandeja el primer gol al equipo luso. Solo dos minutos después, un fallo garrafal de Ramallets (que por lo general era un portero seguro), al parecer deslumbrado por el sol, convirtió la inofensiva cesión de Gensana en el 2-1 para el Benfica. Con un Barcelona que había dominado hasta entonces y ve incrédulo cómo Costa salva un gol cantado a cargo de Czibor, Coluna pone, ya en la segunda mitad, el 3-1 para los suyos con un gran chut desde fuera del área. 
Ya a la desesperada, las ocasiones se suceden sin apenas oposición, pero el Barça se estrella contra los postes de la portería lusa: primero es Kocsis quien remata al larguero, y luego Kubala estrella un potente disparo en el poste, cuyo rechace, para colmo de males, da a parar en el otro palo antes de salir despedido. Los minutos finales, en los que en vendaval azulgrana no consigue superar al meta Costa (que además cuaja un partido sensacional) ven como, una vez más, Czibor estrella en el poste izquierdo el potentísimo disparo que habría válido la prórroga. 
Así terminaba el partido, que encumbraba al Benfica como nuevo campeón de Europa y daba al traste con las aspiraciones del conjunto blaugrana, que acabó desquiciado después de haber rematado cuatro veces a la madera, haberse metido un gol en propia puerta, haber regalado otro, y de que el equipo portugués, seguramente inferior, sacara un balón sobre la línea de gol. La mala suerte azulgrana viene a estar atestiguada por el hecho de que la FIFA cambiara después de aquel día la forma de los postes, cuadrados hasta aquella final (lo cual conllevaba un rechace mucho más brusco e impredecible).
La derrota sumió al F. C. Barcelona en una grave crisis, después de que las dificultades económicas que experimentaba el club hicieran necesaria la venta de Súarez al Inter de Milán y de la retirada de Kubala y el cambio de presidente. Así, el gran equipo del 61 dejaba paso a plantillas más mediocres que no ganarían ninguna liga hasta la llegada de otro mito: el neerlandés Johan Cruyff.
| 31 de mayo de 1961 | SL Benfica                                    | 3:2 (2:1) | FC Barcelona            | Wankdorfstadion, Berna                                               |                                                                      |
|                    | Águas 31' · Ramallets 32' (a.g.) · Coluna 55' | Reporte   | Kocsis 20' · Czibor 75' | Asistencia: 28 000 espectadores Árbitro(s): Gottfried Dienst (Suiza) | Asistencia: 28 000 espectadores Árbitro(s): Gottfried Dienst (Suiza) |